# Gudok

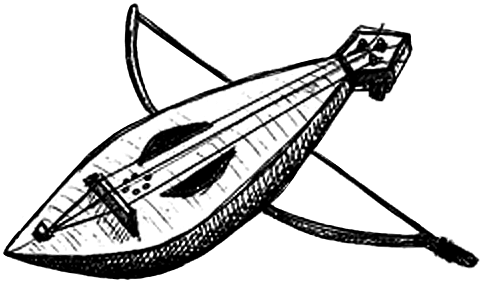
Nachzeichnung der mittelalterlichen Laute mit mutmaßlich verwendetem Rundbogen

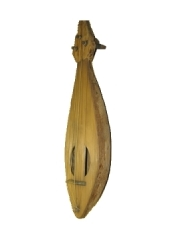
Gudok aus dem Fundort Nowgorod, 12. Jahrhundert

Gudok ist eine historische, mit dem Bogen gestrichene Schalenhalslaute in Russland mit einem birnen- oder mandelförmigen Korpus, der aus einem Holzstück gefertigt wurde. Die gudok ist von einigen Exemplaren bekannt, die bei archäologischen Grabungen nahe Nowgorod am Ilmensee in Russland zusammen mit Kastenzithern vom Typ der flügelförmigen husle gefunden und in das 12. Jahrhundert datiert wurden.
Die Streichlaute hatte drei Saiten, von denen die am höchsten gestimmte die Melodie führte, während die beiden anderen unisono eine Quinte tiefer gestimmt waren und als Bordunsaiten gespielt wurden. Die gudok wurde von Barden zur Liedbegleitung bis ins 19. Jahrhundert verwendet, aber außer den Nowgorod-Lauten sind keine weiteren Instrumente erhalten. 
Unter dem Namen gudok sind einige moderne Nachbauten der mittelalterlichen Laute mit einem ähnlichen oder größeren und schlankeren Korpus bekannt. Die gudok ist mit der byzantinischen lira verwandt, die erstmals im 10. Jahrhundert abgebildet ist. Weitere verwandte Streichlauten sind die kretische Lyra, die bulgarische gadulka, die in Montenegro gespielte guslice und die kroatische lijerica. 